# Natacha et le Maharadjah
 (janvier 2012).
Si vous disposez d'ouvrages ou d'articles de référence ou si vous connaissez des sites web de qualité traitant du thème abordé ici, merci de compléter l'article en donnant les références utiles à sa vérifiabilité et en les liant à la section « Notes et références ».
Natacha et le Maharadjah est la quatrième histoire de la série Natacha de Gos et François Walthéry. Elle est prépubliée pour la première fois du no 1747 du 7 octobre 1971 au no 1765 du 10 février 1972 du journal Spirou. L'album qui est le second de la série parait en 1972.

## Résumé
Pendant que Natacha effectue un vol d'entraînement et décroche son brevet de pilote sur un petit avion, Walter s'entraîne au parachutisme - avec peu de bonheur: après un saut durant lequel son parachute s'est pris dans l'empennage de l'avion (Natacha, aux prises d'une manœuvre délicate, parvient à le secourir), il tombe droit sur le maharadjah du Kajastan Mahmoud Zarrad! Celui-ci, qui a destitué son frère lequel s'est réfugié dans une forteresse de montagne, cherche à recruter Fortemps, le moniteur de parachutisme, pour que celui-ci forme à son tour les troupes de Zarrad.
Walter, 'tombé à pic' pour secourir Fortemps, est de service avec Natacha sur le vol qui ramène Zarrad. À la suite d'une urgence médicale, Zarrad permet à l'avion de se poser en urgence dans son pays - et fait emprisonner Natacha et Walter pour espionnage, espérant par-là même forcer Fortemps à venir former ses paras!
Mais Natacha n'entend pas se laisser faire...

## Personnages
- Natacha et Walter sont les personnages principaux de la série. Ils sont emprisonnés par le maharadja pour servir de monnaie d'échange.

- Fortemps est l'instructeur de Walter. Champion de parachutisme, il intéresse Mahmoud Zarrad pour son armée.

- Mahmoud Zarrad est le maharadja illégitime du Kajastan.

- Nahoum: garde rapproché de Zarrad, il est abandonné par son maître dans un rapide, et décide de se venger. Il aide Natacha et Walter à s'échapper, et rejoint les rebelles du maharadjah Tchandra Abkar.

- Tchandra Abkar est le maharadja légitime du Kajastan. Déposé par son frère, il s'est réfugié dans un monastère inexpugnable sauf par les airs.

### Documentation
- Patrick Pinchart, « De Walthéry à Natacha », dans Natacha t. 1 : Panique à bord !, Dupuis, 2007, 160 p. (ISBN 978-2-8001-3788-9), p. 1-18.